# Elizabeth Moon
Elizabeth Moon (ur. 7 marca 1945 w McAllen, Teksas) – amerykańska pisarka science fiction i fantasy.
Urodziła się jako Susan Elizabeth Norris. Ukończyła historię na Rice University w Houston w 1968 r. (potem zdobyła także licencjat z biologii). W tym samym roku wstąpiła do marines, gdzie dosłużyła się stopnia porucznika. W 1969 r. poślubiła Richarda Moona; ich syn urodził się w 1983 r.
Zaczęła publikować w latach 70. Jej pierwsza powieść The Sheepfarmer's Daughter zdobyła nagrodę Comptona Crooka w 1989 r. Powieść Prędkość mroku została nagrodzona w 2003 r. nagrodą Nebula. Moon została także w 2007 r. uhonorowana nagrodą im. Roberta Heinleina.
Większość twórczości Elizabeth Moon to militarna odmiana science fiction.
Swą pierwszą książkę napisała w wieku 6 lat. Pisarka ma także wykształcenie muzyczne, gra na akordeonie i śpiewa w chórze. Działa także w lokalnym samorządzie, wykorzystując swe doświadczenie w zakresie ratownictwa medycznego.

### Paksenarrion
- Czyny Paksenarrion
  - Córka owczarza (Sheepfarmer's Daughter, 1988) – wyd. pol. ISA, 2004, tł. Jerzy Marcinkowski, ISBN 83-88916-58-0
  - Podzielona wierność (Divided Allegiance, 1988) – wyd. pol. ISA, 2004, tł. Jerzy Marcinkowski, ISBN 83-88916-69-6
  - Przysięga złota (Oath of Gold, 1989) – wyd. pol. ISA, 2004, tł. Jerzy Marcinkowski, ISBN 83-88916-70-X

- Dziedzictwo Girda
  - Bez wyrzeczenia (Surrender None, 1990) – wyd. pol. ISA, 2008, tł. Jerzy Marcinkowski, ISBN 978-83-7418-175-4
  - Liar's Oath (1992)

- Paladin's Legacy
  - Oath of Fealty (2010)
  - Kings of the North (2011)
  - Echoes of Betrayal (2012)
  - Limits of Power (2013)
  - Crown of Renewal (2014)

### Familie Regnant
- Heris Serrano
  - Polowanie  (Hunting Party, 1993) – wyd. pol. ISA, 2007, tł. Marek Pawelec, ISBN 978-83-7418-144-0
  - Sporting Chance (1994)
  - Winning Colors (1995)
- Esmay Suiza
  - Być bohaterem (Once a Hero, 1997) – wyd. pol. ISA, 2005, tł. Marek Pawelec, ISBN 83-7418-059-5
  - Zasady walki (Rules of Engagement, 1998) – wyd. pol. ISA, 2005, tł. Marek Pawelec, ISBN 83-7418-064-1
- Suiza and Serrano
  - Zmiana dowództwa (Change of Command, 1999) – wyd. pol. ISA, 2005, tł. Marek Pawelec, ISBN 83-7418-079-X
  - Przeciw wszystkim (Against the Odds, 2000) – wyd. pol. ISA, 2005, tł. Marek Pawelec, ISBN 83-7418-082-X

### Wojna Vattów
- Handel w zagrożeniu (Trading in Danger, 2003) – wyd. pol. ISA, 2006, tł. Jerzy Marcinkowski, ISBN 978-83-7418-081-8
- Prawo odwetu (Marque and Reprisal, 2004) – wyd. pol. ISA, 2006, tł. Jerzy Marcinkowski, ISBN 978-83-7418-095-5
- Walka z wrogiem (Engaging the Enemy, 2006) – wyd. pol. ISA, 2008, tł. Jerzy Marcinkowski, ISBN 978-83-7418-181-5
- Command Decision (2007)
- Victory Conditions (2008)

### Pokój Vattów
- Cold Welcome (2017)
- Into the Fire (2018)

### The Planet Pirates
- Sassinak (1990) – współautorka Anne McCaffrey
- Generation Warriors (1991) – współautorka Anne McCaffrey

### Inne powieści
- Ostatnia sprawiedliwa (Remnant Population, 1996)  – wyd. pol. Fantastyka – wydanie specjalne nr 4 (3/2004), 2004, tł. Anna Ścibior-Gajewska
- Prędkość mroku (The Speed of Dark, 2002) – wyd. pol. ISA, 2005, tł. Jerzy Marcinkowski, ISBN 83-7418-065-X

### Zbiory opowiadań
- Lunar Activity (1990)
- Phases (1997)
- Moon Flights (2007)